# Lepidozia
Lepidozia (Schuppenzweigmoos) ist eine Lebermoos-Gattung aus der Familie Lepidoziaceae.

## Merkmale
Die kleinen bis mittelgroßen, kriechenden bis aufsteigenden Pflanzen sind ein- bis zweifach gefiedert. Die Seitenäste entspringen lateral oder ventral, teilweise laufen sie flagellenartig aus. Die Blätter sind dicht oder entfernt gestellt, oberschlächtig, etwa bis zur Hälfte in drei bis fünf Lappen geteilt, diese sind einwärts gebogen und am Grund vier bis zwölf Zellen breit. Unterblätter sind ähnlich, aber etwas kleiner. Die Geschlechterverteilung ist diözisch oder monözisch. Die männlichen Gametangienstände an lateralen oder ventralen Ästen sind kurz ährenförmig, die weiblichen befinden sich an kurzen ventralen Ästen. Perianthien sind zumindest oben stumpf dreikantig. Brutkörperbildung ist selten.

## Arten
Die weltweite Artenanzahl der Gattung Lepidozia wird recht unterschiedlich angegeben. Bei Frey, Fischer und Stech (2009) sind es zirka 60 Arten, nach Gradstein (2001) etwa 75 Arten. Bei Söderström (2016) werden gesamt 144 Arten aufgelistet, allerdings werden davon eine ganz überwiegende Anzahl als zweifelhaft bezeichnet, 38 Arten gelten als akzeptiert.
Die Gattung ist überwiegend auf der Südhalbkugel in tropischen und subtropischen Gebieten verbreitet. In Europa (samt Azoren) gibt es die folgenden vier Arten:
- Lepidozia cupressina
- Lepidozia pearsonii
- Lepidozia reptans
- Lepidozia stuhlmannii